# Drop indyjski
Drop indyjski (Ardeotis nigriceps) – gatunek dużego ptaka z rodziny dropi (Otididae), zamieszkujący subkontynent indyjski. Krytycznie zagrożony wyginięciem. Nie wyróżnia się podgatunków.

## Zasięg, środowisko
Wyspowo Indie (głównie zachodnie i środkowe) i południowo-wschodni Pakistan. Głównie tereny podmokłe na nizinach. Osiadły lub sezonowo koczowniczy.

## Morfologia
Bardzo podobny do dropia australijskiego. Długość ciała: samce 100–122 cm, samice 76–92 cm. Masa ciała: samce 8,0–14,5 kg, samice 3,5–6,75 kg.

## Ekologia i zachowanie
Bardzo skryty oraz ostrożny, często jednak zabijany jest z samochodu. Bardzo szybko biega i równie dobrze lata. Spotkać go można w małych grupach, sezonowo koczujących w poszukiwaniu odpowiednich terenów trawiastych; tworzenie niewielkich rezerwatów jest więc częściową ochroną przed odłowami tych ptaków. W sezonie lęgowym, zależnie od pogody, składa tylko 1 jajo, rzadko 2. Okres inkubacji trwa około 27 dni. Młode jest w pełni opierzone po 35–40 dniach, ale pozostaje z matką aż do początku następnego sezonu lęgowego.
Jeśli chodzi o pożywienie, jest to gatunek oportunistyczny. Zjada zboża, pędy i jagody; także szarańczę, koniki polne, chrząszcze, stonogi, jaszczurki oraz małe węże i ssaki.

## Status, zagrożenia i ochrona
IUCN od 2011 roku uznaje dropia indyjskiego za gatunek krytycznie zagrożony (CR, Critically Endangered); wcześniej, od 1994 roku był on klasyfikowany jako gatunek zagrożony (EN, Endangered). Do głównych zagrożeń należą polowania, fragmentacja populacji i zmniejszający się areał odpowiednich siedlisk. Czynniki te spowodowały spadek liczebności do około 250 osobników w 2011 roku. Trend liczebności populacji jest spadkowy.
Gatunek wymieniony jest w I załączniku CITES, w Indiach jest objęty ochroną.